# Leitneria
Leitneria é um género botânico pertencente à família Simaroubaceae.
1. ↑  «Leitneria — World Flora Online». www.worldfloraonline.org. Consultado em 19 de agosto de 2020